# Inwazja łowców ciał
Inwazja łowców ciał – amerykański horror science-fiction w reżyserii Philipa Kaufmana z 1978 roku.
Obraz jest remakiem filmu Inwazji porywaczy ciał z 1956 roku, a zarazem drugą adaptacją powieści Jacka Finneya pt. Inwazja porywaczy ciał (1954).

## Fabuła
Akcja filmu rozgrywa się w San Francisco. Pracownicy publicznej służby zdrowia, Matthew i Elisabeth zauważają, że niektórzy spośród ich znajomych zmienili się nie do poznania. Część osób z okolicy nagle stała się całkowicie nieczuła. Bohaterowie odkrywają, że na Ziemi pojawili się przybysze z kosmosu, którzy zastępują istniejących ludzi pozbawionymi emocji duplikatami.

## Obsada
- Donald Sutherland jako Matthew Bennell
- Brooke Adams jako Elisabeth Driscoll
- Jeff Goldblum jako Jack Bellicec
- Veronica Cartwright jako Nancy Bellicec
- Leonard Nimoy jako dr David Kibner
- Art Hindle jako dr Geoffrey Howell
- Tom Luddy jako Ted Hendley
- Sam Hiona jako policjant
- Garry Goodrow jako Boccardo
- Stan Ritchie jako Stan
- David Fisher jako pan Gianni
- Maurice Argent jako szef kuchni
- Tom Dahlgren jako detektyw
- Don Siegel jako kierowca taksówki
- Lelia Goldoni jako Katherine
- Kevin McCarthy jako uciekinier

## Odbiór
Film choć w momencie premiery zebrał mieszane recenzje, po latach zaczął być uznawany za jeden z najlepszych remake’ów w historii kina i klasykę gatunku.
W 2021 roku Phil Pirrello z Sci Fi umieścił obraz na 6. miejscu zestawienia „25 najstraszniejszych filmów fantastycznonaukowych wszech czasów”, pisząc, że Inwazja łowców ciał to „najlepszy film spośród wielu remake'ów filmu klasy B z lat 50. i wszystkich ekranizacji klasycznej powieści sci-fi” oraz że „wyjątkowe kreacje Sutherlanda i reszty obsady, w tym Leonarda Nimoya i Veroniki Cartwright są spotęgowane imponującymi, praktycznymi efektami specjalnymi, które wciąż robią wrażenie – i przerażają.